# Prusice (gmina)
Prusice est une gmina mixte du powiat de Trzebnica, Basse-Silésie, dans le sud-ouest de la Pologne. Son siège est la ville de Prusice, qui se situe environ 11 km au nord-ouest de Trzebnica, et 28 km au nord de la capitale régionale Wrocław.
La gmina couvre une superficie de 158,02 km2 pour une population de 9 164 habitants.

## Géographie
La gmina est bordée par les gminy d’Oborniki, Rogoźno, Skoki, Kiszkowo, Pobiedziska, Czerwonak et Suchy Las.